# マリーア・テレーザ・ダウストリア＝エステ
マリーア・テレーザ・ダウストリア＝エステ（Maria Teresa d'Austria-Este, 1773年11月1日 - 1832年3月28日）は、神聖ローマ皇帝フランツ1世およびマリア・テレジア夫妻の四男フェルディナント大公とその妻のマッサ＝カッラーラ女公マリーア・ベアトリーチェ・デステの長女。オーストリア＝エステ大公女。サルデーニャ王ヴィットーリオ・エマヌエーレ1世の王妃となった。全名はドイツ語でマリア・テレジア・ヨハンナ・ヨゼフィーネ・フォン・エスターライヒ＝エステ（Maria Theresia Johanna Josephine von Österreich-Este）。

## 子女
- マリーア・ベアトリーチェ（1792年 - 1840年） − モデナ公フランチェスコ4世妃
- マリーア・アデライーデ（1794年 - 1802年）
- カルロ・エマヌエーレ（1796年 - 1799年）
- 女子（1800年 - 1801年）
- マリーア・アンナ（1803年 - 1884年）　−　オーストリア皇帝フェルディナント1世妃
- マリーア・テレーザ（1803年 - 1879年）　−　ルッカ公、パルマ公カルロ2世妃
- マリーア・クリスティーナ（1812年 - 1836年） - 両シチリア王フェルディナンド2世妃

| マリーア・テレーザ・ダウストリア＝エステ オーストリア＝エステ家 1773年11月1日 - 1832年3月28日 |                                               |                                                                 |
| イタリア王室                                                                                  |                                               |                                                                 |
| 先代 クロティルデ・ディ・ボルボーネ＝フランチア                                               | サルデーニャ王妃 1802年6月4日 – 1821年3月12日 | 次代 マリア・クリスティーナ・ディ・ボルボーネ＝ドゥエ・シチリエ |